# Regatul Unit în Războiul Civil American
Oficial, Regatul Unit al Marii Britanii și Irlandei a rămas neutru pe tot parcursul Războiului Civil American (1861–1865). A recunoscut statutul de beligerant al Statelor Confederate ale Americii (CSA), dar nu le-a recunoscut niciodată ca țară suverană, nu a semnat niciun tratat cu aceasta și nici nu a făcut schimb de ambasadori. Peste 90 la sută din comerțul Confederației cu Regatul Unit a încetat, ceea ce a provocat o gravă penurie de bumbac până în 1862. Unele nave comerciale britanice private au făcut contrabandă cu muniții și articole de lux în porturile Confederate, evitând blocada, și aducând în schimb bumbac și tutun. La Manchester, reducerea masivă a cantității de bumbac american disponibil pe piață a provocat o criză economică numită Penuria de Bumbac din Lancashire⁠(d). În ciuda șomajului ridicat, unii procesatori de bumbac din Manchester au refuzat din principiu să prelucreze orice fel de bumbac venit din America, ceea ce le-a atras laude direct din partea președintelui Lincoln, a cărui statuie din Manchester poartă o placă ce amintește aprecierea sa pentru muncitorii textiliști din oraș, creditându-i pentru că au „ajutat la abolirea sclaviei”. În primele 18 luni de conflict, conducerea britanică a dezbătut să ofere mediere celor doua părți, mediere pe care Confederația o dorea, dar pe care Statele Unite au respins-o ferm.
Pe scară largă, comerțul între Regatul Unit și SUA a continuat. SUA au expediat cereale în Regatul Unit, iar Regatul Unit vindea produse industriale și muniții în SUA. Comerțul britanic cu Confederația a scăzut cu peste 90% față de perioada antebelică. În Regat a mai ajus doar foarte puțin bumbac, iar contrabandiștii finanțați de interese private britanice duceau în Confederație muniții și bunuri de lux.
Strategia Confederației pentru asigurarea independenței s-a bazat în mare parte pe speranța unei intervenții militare a Regatului Unit și a Franței. O dispută diplomatică serioasă a izbucnit pe tema „Incidentului Trent” la sfârșitul anului 1861, dar a fost rezolvată pașnic după cinci săptămâni.
Intervenția britanică rămânea probabilă doar în cooperare cu Franța, care avea în desfășurare o aventură imperialistă în Mexic. Până la începutul anului 1863, nimeni nu mai lua în serios posibilitatea unei intervenții, întrucât Regatul Unit și-a îndreptat atenția în altă parte, în special către Rusia și Grecia. În plus, la izbucnirea conflictului american, atât pentru Regatul Unit, cât și pentru Franța, era încă recent costisitorul și controversatul Război al Crimeei (octombrie 1853–februarie 1856). Regatul Unit avea angajamente majore în India britanică în urma rebeliunii indiene din 1857, iar Franța avea ambiții majore în afara Emisferei de Vest și începuse deja să se aventureze în Maroc, China, Vietnam, Africa de Nord și Italia.
O problemă pe termen lung a fost cea a vânzărilor de armament și nave de război către Confederație. În ciuda protestelor vehemente din partea SUA, Regatul Unit nu a oprit vânzările de arme și nici construcția în șantierul său naval (John Laird and Sons⁠(d)) a două nave de război pentru Confederație, inclusiv CSS Alabama⁠(d). Cunoscută sub numele de Revendicările Alabama, controversa a fost parțial rezolvată pașnic după Războiul Civil, când SUA au primit 15,5 milioane de dolari în urma unui arbitraj în fața unui tribunal internațional doar pentru daunele cauzate de navele de război.
În cele din urmă, acțiunile britanice nu au afectat în mod semnificativ rezultatul războiului. Misiunea diplomatică a SUA, condusă de ministrul Charles Francis Adams Sr.⁠(d), s-a dovedit a avea mult mai mult succes decât misiunile confederate⁠(d), care nu au fost niciodată recunoscute oficial de Regatul Unit.

## Politicile britanicilor
În Regatul Unit, opinia publică era împărțită cu privire la Războiul Civil American, deși istoricii au remarcat că majoritatea britanicilor nu își exprimau nicio opinie în această privință. O petiție națională cu 300.000 de semnatari în sprijinul secesiunii a primit aproape jumătate din sprijinul său din partea irlandezilor și a clerului catolic, populație care constituia mai puțin de 25% din cele 28,8 milioane de locuitori ai Regatului Unit al Marii Britanii și Irlandei, (Marea Britanie: 23, și Irlanda: 5,8 milioane). Aproximativ 40.000 de irlandezi (0,1% din populație) și 10.000 de englezi (0,04% din populație) s-au înrolat pentru a servi Confederația. Ar părea ca aceasta ar însemna că Confederația se bucura de sprijinul irlandezilor și catolicilor, dar 170.000 de irlandezi (2,9% din populație) și 50.000 de oameni de pe Insula Marea Britanie (0,2% din populație) au luptat în favoarea Uniunii, ceea ce relevă doar că pentru irlandezi, popor cu o diasporă recentă și foarte numeroasă pe continentul nord-american, chestiunile legate de America erau deosebit de importante. Din cei 658 de parlamentari din Camera Comunelor în 1861, douăzeci și unu (3%), împreună cu zece lorzi, s-au alăturat Asociației pentru Independența Sudului, cu sediul central din Manchester, care sprijinea Confederația. Acesta provenea mai ales din partea elitelor (aristocrația și nobilimea latifundiară⁠(d)), care se identificau cu clasa plantatorilor din Sud, precum și din partea clerului anglican și a unor profesioniști care admirau tradiția, ierarhia și paternalismul⁠(d). Uniunea era favorizată de clasele de mijloc, de nonconformiștii⁠(d) religioși, de intelectuali, de reformatori și de majoritatea muncitorilor din fabrici, care considerau sclavia și munca forțată a fi o amenințare la adresa statutului muncitorilor. 
În ceea ce privește guvernul, ministrul de finanțe⁠(d) William Ewart Gladstone, a cărui avere familială se bazase până la 1833 pe sclavia din Indiile Occidentale, a susținut Confederația. Ministrul de Externe Lord Russell⁠(d) dorea neutralitate. Prim-ministrul Lord Palmerston a oscilat între sprijinul pentru independența națională, opoziția sa față de sclavie și marile avantaje economice de care se bucura Regatul Unit din păstrarea neutralității.
Chiar înainte de începerea războiului, Lordul Palmerston a urmat o politică de neutralitate. Preocupările sale internaționale erau centrate pe Europa, unde era nevoit să fie atent atât la ambițiile lui Napoleon al III-lea în Europa, cât și la ascensiunea lui Otto von Bismarck în Prusia. Existau și alte probleme serioase care implicau Italia, Polonia, Rusia, Danemarca și China. În Emisfera Vestică, relațiile cu Statele Unite se îmbunătățiseră, iar Regatul Unit devenise precaut în a se confrunta cu SUA pe probleme din America Centrală. Ca putere maritimă, Regatul Unit avea o lungă tradiție în a insista pe marginea țărilor neutre să respecte blocadele pe care le impunea el, perspectivă care a condus încă din primele zile ale războiului la sprijinul de facto acordat blocadei Uniunii și la frustrarea Sudului.
În cercurile diplomatice, observatorii erau bănuitori față de motivele britanicilor. Ambasadorul rus la Washington, Eduard de Stoeckl⁠(d), remarca: „Cabinetul de la Londra urmărește cu atenție disensiunile interne din Uniune și așteaptă rezultatul cu o nerăbdare pe care îi este greu s-o mascheze”. Cassius Clay, ambasadorul Statelor Unite în Rusia, declara: „Am văzut dintr-o privire unde era sentimentul Angliei. Ei speră în ruina noastră! Sunt invidioși pe puterea noastră. Nu le pasă nici de Sud, nici de Nord. Le detestă pe amândouă.”
În aprilie 1859 Regatul Unit l-a numit ambasador în SUA pe Lordul Lyons⁠(d), absolvent de Oxford, cu două decenii de experiență diplomatică înainte de a primi postul din SUA. Ca mulți lideri britanici, Lyons avea rezerve față de secretarul de stat american Seward și și le-a exprimat liber în corespondența sa, care a fost difuzată pe scară largă în guvernul britanic. Încă din 7 ianuarie 1861, cu mult înainte ca administrația Lincoln să-și preia mandatul, Lyons i-a scris ministrului britanic de externe Lord Russell despre Seward:
„Nu poate să nu-mi fie teamă că va fi un ministru de externe periculos. Viziunea lui privind relațiile între Statele Unite și Marea Britanie au fost întotdeauna că sunt un material bun de produs capital politic din el.... Nu cred că dl. Seward se va gândi chiar să pornească un război cu noi, dar ar putea fi dispus să joace vechiul joc de a căuta popularitate aici printr-o atitudine violentă față de noi.”
În ciuda neîncrederii sale în Seward, pe tot parcursul anului 1861, Lyons a menținut o diplomație „calmă și măsurată” care a contribuit la soluționarea pașnică a crizei Trent, soluționare concretizată, mai mult, prin tratatul Lyons-Seward din 1862⁠(d), un acord prin care cele două părți s-au angajat ca Marina Regală și cea Americană să colaboreze pentru oprirea comerțului cu sclavi pe Atlantic.

## Comerțul cu Confederația
Odată izbucnit Războiul Civil, Confederația s-a bazat mult pe perspectiva unei intervenții militare a Regatului Unit și Franței. Politicienii de acolo, în frunte cu președintele Davis, credeau în ideea „Regelui Bumbac”, conform căreia Regatul Unit va interveni în război din cauza penuriei de bumbac, și chiar au tergiversat și oprit livrările înainte ca Nordul să impună blocada. S-au înșelat. În 1861, Regatul Unit avea stocuri ample, iar problemele întâmpinate în 1862 au fost depășite prin diversificarea surselor de aprovizionare.
Statele Unite nu numai că importau salpetru din Regatul Unit, dar furnizau acestuia peste 40% din importurile sale de grâu în timpul anilor războiului, iar suspendarea acestui comerț ar fi cauzat perturbări severe aprovizionării cu alimente, mult mai grave decât cele produse de penuria de bumbac. Aproximativ 25-30% din porumbul de pe piața britanică era de import, iar recoltele slabe din 1861 și 1862 din Franța au făcut ca țara să depindă mai mult de livrarile venite din New York. În plus, băncile și instituțiile financiare britanice din City of London finanțaseră multe mari proiecte din SUA, cum ar fi căile ferate. Existau temeri că războiul ar avea ca rezultat pierderi financiare enorme, cauzate de pierderile financiare și de creditele care nu mai aveau să fie rambursate.
Penuria de bumbac din Regatul Unit a fost parțial compensată până în 1863 de creșterea importurilor din India și Egipt.
În timpul Războiului Civil, mai multe companii britanice de arme și din domeniul finanțelor au desfășurat în secret afaceri cu agenții confederați din Europa, furnizând Confederației arme și produse militare foarte necesare pe tot parcursul conflictului, în schimbul bumbacului din Sud. Companii precum Trenholm, Fraser &amp; Company au oferit chiar finanțare pentru șantierele navale britanice care construiau nave utilizate pentru ocolirea blocadei Uniunii⁠(d) spre a importa bumbac extrem de necesar de care fabricile textile din Regatul Unit erau puternic dependente. Companii britanice precum Sinclair, Hamilton and Company, S. Isaac, Campbell &amp; Company, London Armory Company și altele au fost furnizorii principali de arme și provizii militare, acordând frecvent credit agenților confederați pentru ca aceștia să facă astfel de achiziții. Un istoric a estimat că aceste acțiuni ar fi prelungit Războiul Civil cu doi ani și ar fi dus la moartea altor 400.000 de soldați și civili din Uniune și Confederație.